# Championnat de GP2 Series 2006
Navigation
2005 2007
Le Championnat GP2 2006 est la 2e saison de ce championnat.

## Engagés
| Écurie                         | n° | Pilote                | Courses   |
| ------------------------------ | -- | --------------------- | --------- |
| ART Grand Prix                 | 1  | Alexandre Prémat      | Tous      |
| ART Grand Prix                 | 2  | Lewis Hamilton        | Tous      |
| Arden International            | 3  | Michael Ammermüller   | Tous      |
| Arden International            | 4  | Nicolas Lapierre      | 1–5, 8–11 |
| Arden International            | 4  | Neel Jani             | 6–7       |
| Super Nova Racing              | 5  | José María López      | Tous      |
| Super Nova Racing              | 6  | Fairuz Fauzy          | Tous      |
| iSport International           | 7  | Ernesto Viso          | Tous      |
| iSport International           | 8  | Tristan Gommendy      | 1–5       |
| iSport International           | 8  | Timo Glock            | 6–11      |
| Racing Engineering             | 9  | Adam Carroll          | Tous      |
| Racing Engineering             | 10 | Javier Villa          | Tous      |
| Piquet Sports                  | 11 | Nelson Angelo Piquet  | Tous      |
| Piquet Sports                  | 12 | Alexandre Negrão      | Tous      |
| DAMS                           | 14 | Ferdinando Monfardini | Tous      |
| DAMS                           | 15 | Franck Perera         | Tous      |
| Petrol Ofisi FMS International | 16 | Luca Filippi          | 1–3       |
| Petrol Ofisi FMS International | 16 | Giorgio Pantano       | 4–11      |
| Petrol Ofisi FMS International | 17 | Jason Tahincioglu     | Tous      |
| BCN Competicion                | 18 | Hiroki Yoshimoto      | Tous      |
| BCN Competicion                | 19 | Timo Glock            | 1–5       |
| BCN Competicion                | 19 | Luca Filippi          | 6–11      |
| DPR Direxiv                    | 20 | Olivier Pla           | 1–5, 7    |
| DPR Direxiv                    | 20 | Mike Conway           | 6         |
| DPR Direxiv                    | 20 | Vitaly Petrov         | 8–11      |
| DPR Direxiv                    | 21 | Clivio Piccione       | Tous      |
| Durango                        | 22 | Lucas di Grassi       | Tous      |
| Durango                        | 23 | Sergio Hernández      | Tous      |
| Campos Racing                  | 24 | Adrián Vallés         | Tous      |
| Campos Racing                  | 25 | Félix Porteiro        | Tous      |
| Trident Racing                 | 26 | Gianmaria Bruni       | Tous      |
| Trident Racing                 | 27 | Andreas Zuber         | Tous      |

## Courses de la saison 2006
À l'exception de Monaco, chaque meeting donne lieu à deux courses :
- Une course « longue », le samedi après-midi, dont la grille a été établie par une séance de qualifications classique. Les huit premiers inscrivent des points (10-8-6-5-4-3-2-1). Le poleman inscrit 2 points et l'auteur du meilleur tour en course 1 point.
- Une course « sprint », le dimanche matin, avec grille de départ établie en fonction du classement de la course de la veille, sauf pour les huit premières places qui sont inversées. Cette course n'attribue des points qu'aux six premiers (6-5-4-3-2-1). L'auteur du meilleur tour en course inscrit 1 point.

| #  | Date         | Lieu        | Vainqueur           | Nationalité | Équipe            |
| 1  | 8 avril      | Valence     | Nelsinho Piquet     | Brésil      | Piquet Sports     |
| 2  | 9 avril      | Valence     | Michael Ammermüller | Allemagne   | Arden             |
| 3  | 22 avril     | Imola       | Gianmaria Bruni     | Italie      | Trident           |
| 4  | 23 avril     | Imola       | Ernesto Viso        | Venezuela   | iSport            |
| 5  | 6 mai        | Nurburgring | Lewis Hamilton      | Royaume-Uni | ART               |
| 6  | 7 mai        | Nurburgring | Lewis Hamilton      | Royaume-Uni | ART               |
| 7  | 13 mai       | Barcelone   | Alexandre Prémat    | France      | ART               |
| 8  | 14 mai       | Barcelone   | Ernesto Viso        | Venezuela   | iSport            |
| 9  | 27 mai       | Monaco      | Lewis Hamilton      | Royaume-Uni | ART               |
| 10 | 10 juin      | Silverstone | Lewis Hamilton      | Royaume-Uni | ART               |
| 11 | 11 juin      | Silverstone | Lewis Hamilton      | Royaume-Uni | ART               |
| 12 | 15 juillet   | Magny-Cours | Timo Glock          | Allemagne   | iSport            |
| 13 | 16 juillet   | Magny-Cours | Giorgio Pantano     | Italie      | FMS International |
| 14 | 29 juillet   | Hockenheim  | Gianmaria Bruni     | Italie      | Trident           |
| 15 | 30 juillet   | Hockenheim  | Timo Glock          | Allemagne   | iSport            |
| 16 | 5 août       | Budapest    | Nelsinho Piquet     | Brésil      | Piquet Sports     |
| 17 | 6 août       | Budapest    | Nelsinho Piquet     | Brésil      | Piquet Sports     |
| 18 | 26 août      | Istanbul    | Nelsinho Piquet     | Brésil      | Piquet Sports     |
| 19 | 27 août      | Istanbul    | Andreas Zuber       | Autriche    | Trident           |
| 20 | 9 septembre  | Monza       | Giorgio Pantano     | Italie      | FMS International |
| 21 | 10 septembre | Monza       | Giorgio Pantano     | Italie      | FMS International |

## Classement des pilotes
| #   | Pilote                | Équipe                               | Points | Courses | Victoires | Podiums | Poles |
| --- | --------------------- | ------------------------------------ | ------ | ------- | --------- | ------- | ----- |
| 1er | Lewis Hamilton        | ART Grand Prix                       | 114    | 21      | 5         | 14      | 1     |
| 2e  | Nelsinho Piquet       | Piquet Sports                        | 102    | 20      | 4         | 8       | 6     |
| 3e  | Alexandre Prémat      | ART Grand Prix                       | 66     | 21      | 1         | 8       | 0     |
| 4e  | Timo Glock            | BCN Competicion iSport International | 58     | 20      | 2         | 5       | 0     |
| 5e  | Giorgio Pantano       | FMS International                    | 44     | 15      | 3         | 4       | 0     |
| 6e  | Ernesto Viso          | iSport International                 | 42     | 21      | 1         | 3       | 2**   |
| 7e  | Gianmaria Bruni       | Trident Racing                       | 33     | 21      | 2         | 2       | 2     |
| 8e  | Adam Carroll          | Racing Engineering                   | 33     | 21      | 0         | 4       | 1     |
| 9e  | Nicolas Lapierre      | Arden International                  | 32     | 17      | 0         | 3       | 0     |
| 10e | José María López      | Super Nova Racing                    | 30     | 21      | 0         | 3       | 2*    |
| 11e | Michael Ammermuller   | Arden International                  | 25     | 21      | 1         | 3       | 0     |
| 12e | Clivio Piccione       | David Price Racing                   | 18     | 21      | 0         | 2       | 0     |
| 13e | Alexandre Negrão      | Piquet Sports                        | 13     | 21      | 0         | 0       | 0     |
| 14e | Andreas Zuber         | Trident Racing                       | 12     | 21      | 1         | 1       | 0     |
| 15e | Hiroki Yoshimoto      | BCN Competicion                      | 12     | 21      | 0         | 1       | 3***  |
| 16e | Adrián Vallés         | Campos Racing                        | 9      | 21      | 0         | 1       | 0     |
| 17e | Franck Perera         | DAMS                                 | 8      | 21      | 0         | 1       | 0     |
| 18e | Lucas di Grassi       | Durango                              | 8      | 21      | 0         | 0       | 0     |
| 19e | Luca Filippi          | FMS International BCN Competicion    | 7      | 18      | 0         | 0       | 0     |
| 20e | Tristan Gommendy      | iSport International                 | 6      | 9       | 0         | 0       | 0     |
| 21e | Ferdinando Monfardini | DAMS                                 | 6      | 20      | 0         | 0       | 1*    |
| 22e | Félix Porteiro        | Campos Racing                        | 5      | 21      | 0         | 0       | 1*    |
| 23e | Sergio Hernández      | Durango                              | 1      | 21      | 0         | 0       | 1*    |

* Un astérisque signifie que la pole a été obtenue en finissant 8e lors de la 1re course.